# 愛麗絲 (遊戲)
《愛麗絲》是個人電腦店高知（PSK）在1984年發售的成人遊戲。它是一款冒险游戏，玩家需於當中以命令操控主角愛麗絲的行動。1980年代，日本蘿莉控熱潮興起，本作的開發者因受其影響，而決定製作《愛麗絲》等遊戲。

## 遊戲系統
《愛麗絲》是一部冒險遊戲，其內容戲仿自英國作家路易斯·卡羅所著的兒童小說《爱丽丝梦游仙境》。玩家需於當中以命令操控主角愛麗絲的行動——比如說，若玩家輸入「RAPE hogehoge」，即可令之強姦hogehoge。在《愛麗絲》中，愛麗絲因为跟着兔女郎跑而誤入異界。之後玩家需控制愛麗絲逃離該處地方。遊戲開頭的劇情跟原作《爱丽丝梦游仙境》有着不少相似的地方——愛麗絲在兩者都會跳進兔子洞，而且都會喝下令自己身體變小的飲料。此外，《愛麗絲》亦出現原著沒有提到的事物，像是描畫少女的男人（開發者武市好浩本人）和蘿莉控漫畫雜誌《檸檬人》。本作的系統容許玩家以類比的方式找出命令。一旦玩家輸入的命令正確，即可推動劇情發展。

## 開發與發行
1980年代初，電腦遊戲開發商PSK先後推出了《蘿莉塔野球拳》（ロリータ 野球拳）、《蘿莉塔Ⅱ 校园追逐》（ロリータⅡ 下校チェイス）、《最终蘿莉塔》（ファイナルロリータ）等作品，它們隨後統稱為蘿莉塔系列。它於1984年推出的《愛麗絲》同被視為蘿莉控遊戲。其具體發售日期各方說法不一。有文獻指其於5月發售，亦有文獻說是7月。它以5英寸的2D软盘發行，相容PC-8801和FM-7。它由曾參與蘿莉塔系列開發的武市好浩負責製作。他在繪製本作的插畫時，會先畫好輪廓，然後再處理輪廓內的部分。

## 評價
電腦遊戲雜誌的編輯前田尋之寫道，本作的登場角色和物品過於獨特，大幅偏離小說原作，呈現出「混沌之境的景象」。此外，《愛麗絲》之前的日本成人遊戲多把色情插畫當作通關後的獎勵，而前者卻把有關場景融入遊戲本篇。此舉对後來的成人遊戲業界有着不少影響，令不少开發者纷纷改用把兩者合一的思路开發遊戲。
「電腦世界的秘密基地」（電脳世界のひみつ基地）的編輯松田和《成人遊戲文化研究概論（修訂版）》（エロゲー文化研究概論 増補改訂版）著者宮本直毅皆認同《愛麗絲》要玩家輸入命令的系統會花掉他們不少精力。松田繼把本作形容為「奇怪的笨蛋遊戲」，整部遊戲「十分混沌」。此外他亦認為《愛麗絲》受到吾妻日出夫的蘿莉控作品影響。宮本寫道，本作有時候需要玩家輸入與前文不相關的命令，故他認為《愛麗絲》「在某種意義上荒誕得就像仙境一樣」。他亦表示《愛麗絲》在美少女遊戲史初期發佈，但像其這樣以女性為主角的美少女遊戲即使過了很多年也十分罕見。